# Centrale de pompage-turbinage du Dniestr
Ne doit pas être confondu avec Centrale hydroélectrique du Dniestr.
La station de pompage-turbinage du Dniestr est une centrale hydroélectrique et un barrage au fil de l'eau situé près de Sokyriany, en Ukraine.